# Anne Arundel County
Anne Arundel County er et county i delstaten Maryland i USA.
I 2000 var indbyggertallet 489.656, mens skønnet for 2003 er 506.620. Anne Arundel County er opkaldt efter Anne Arundell, der tilhørte den gamle familie Arundell i Cornwall i England, datter af Thomas Arundell (1. Baron Arundell af Wardour) og gift i 1627 eller 1628 med Cæcilius Calvert, den 2. Baron Baltimore. Dets hovedby er Annapolis. Arundel udtales med tryk på anden stavelse (og afviger dermed fra udtalen af Arundel i Sussex i Storbritannien, som udtales med tryk på første stavelse).

## Historie
Anne Arundel County er et oprindeligt county i Maryland, der dannedes i 1650, året efter Anne Arundells død. Howard-området var tidligere del af Anne Arundel County, men i 1851 oprettedes Howard County, som det 21. af de 23 counties i Maryland.

## Geografi
Anne Arundel County ligger syd for Baltimore. Ifølge den officielle opgørelse har Anne Arundel County et samlet areal på 1.523 km², hvoraf 445 km² (29,25%) er vand. Anne Arundel County ligger på den vestlige side af Chesapeake Bay, og talrige floder og tidevandsrender gør kystlinjen meget indskåret.

### Tilgrænsende counties
- Baltimore City (nord)
- Baltimore County (nord)
- Calvert County (syd)
- Kent County (nordøst)
- Howard County (nordvest)
- Prince George's County (vest)
- Queen Anne's County (øst)
- Talbot County (sydøst)

## Klima
Klimaet i Anne Arundel County ændrer sig i øst-vestlig retning. Den østlige halvdel har tørt, subtropisk klima med varme, tørre somre og kølige, fugtige vintre, men den vestlige halvdel ligger i overgangszonen mellem dette klima og det tørre kontinentalklima med lidt koldere vintre og større snefald.

## Styre
| År   | Republikanere | Demokraterne  |
| ---- | ------------- | ------------- |
| 2004 | 55,6% 133.231 | 43,1% 103.324 |
| 2000 | 51,9% 104.209 | 44,7% 89.624  |
| 1996 | 48,9% 83.574  | 42,2% 72.147  |
| 1992 | 43,9% 81.467  | 37,0% 68.629  |
| 1988 | 61,1% 200.641 | 38,3 125.711  |
| 1984 | 62,9% 183.181 | 36,8 107.295  |
| 1980 | 57,4% 137.620 | 30,8% 73.734  |
| 1976 | 53,6% 110.424 | 44,7% 92.037  |
| 1972 | 66,3% 112.135 | 32,4% 54.844  |
| 1968 | 49,0% 57.462  | 38,2% 44.796  |
| 1964 | 38,7% 30.755  | 61,2% 48.680  |
| 1960 | 51,7% 26.064  | 48,1% 28.006  |

## Byer
Anne Arundel County har to byer med selvstændigt bystyre:
- Annapolis med bystyre fra 1708
- Highland Beach med bystyre fra 1922.

Derudover findes en lang række steder, der anses for byer, men som ikke har eget bystyre. Det drejer sig om:
1. Arden-on-the-Severn
2. Arnold
3. Brooklyn Park
4. Cape Saint Claire
5. Crofton
6. Crownsville
7. Deale
8. Ferndale
9. Fort Meade
10. Glen Burnie
11. Green Haven
12. Herald Harbor
13. Hillsmere Shores
14. Jessup (delt mellem Howard County og Anne Arundel county.)
15. Lake Shore
16. Linthicum
17. Londontowne
18. Maryland City
19. Mayo (også kendt som Edgewater)
20. Naval Academy
21. Odenton
22. Parole
23. Pasadena
24. Pumphrey
25. Riva
26. Riviera Beach
27. Selby-on-the-Bay
28. Severn
29. Severna Park
30. Shady Side
31. South Gate
32. Annapolis Junction
33. Beverly Beach
34. Churchton
35. Davidsonville
36. Fairhaven
37. Friendship
38. Gambrills
39. Galesville
40. Germantown
41. Gibson Island
42. Hanover (en del af byen ligger i Howard County)
43. Harmans
44. Harundale
45. Harwood
46. Jacobsville
47. Linthicum Heights
48. Lothian
49. Millersville
50. Orchard Beach
51. Owensville
52. Riverdale
53. Russett
54. Sherwood Forest
55. Sudley
56. Tracys Landing
57. West River
58. Winchester-on-the-Severn
59. Woodland Beach